# Icnofossile

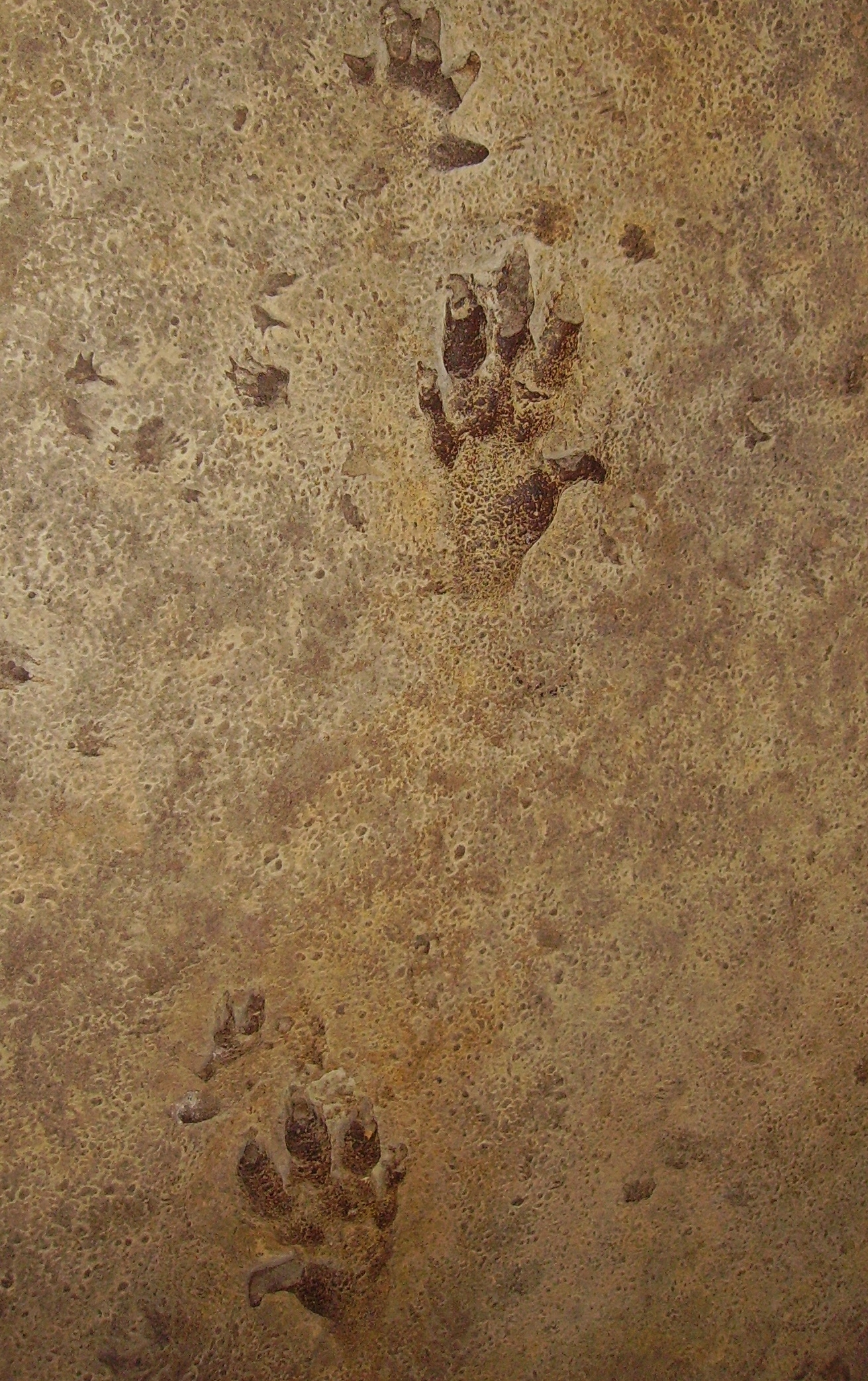
Impronte di Chirotherium in un'arenaria del Triassico.

Un icnofossile o traccia fossile (dal greco antico ἴχνος, ichnos, "traccia"), è il reperto fossile di una forma di attività biologica ancestrale di cui non si è conservato l'organismo vegetale o animale che lo ha prodotto. Lo studio delle tracce fossili viene chiamato icnologia e rappresenta il campo di attività degli icnologi.
Le tracce fossili possono consistere di un segno lasciato su un substrato da parte di un organismo vivente come tane, cavità, fori provocati da bioerosione, uroliti (erosioni provocate da evacuazioni fluide), impronte di passi o spostamenti e tracce di alimentazione.
In senso più ampio il termine icnofossile può includere anche i resti di materiale organico prodotto da un organismo, come coproliti, marcatori chimici, strutture di sedimentazione prodotte da attività biologica e stromatoliti. Tuttavia strutture di sedimentazione o marcature prodotte da gusci o conchiglie vuote in seguito ai loro movimenti sul fondo del mare, e che non sono il risultato del comportamento di un organismo vivente, non sono considerate tracce fossili.
Lo studio delle tracce si può suddividere in paleoicnologia, quando è riferito a reperti fossili e neoicnologia, se il riferimento è a tracce recenti.

## Ritrovamenti
Le tracce fossili meglio conservate sono quelle trovate nell'arenaria; le dimensioni della grana e la facies deposizionale contribuiscono alla conservazione dei reperti, che sono meglio preservati di quelli ritrovati in sedimenti recenti. Icnofossili ben conservati si trovano anche negli shale e nel calcare.

## Informazioni fornite dagli icnofossili
Gli icnofossili sono importanti indicatori paleoecologici e paleoambientali in quanto sono conservati in situ o nella posizione lasciata dall'organismo che li ha prodotti. Anche se fossili simili possono essere prodotti da organismi diversi, le loro tracce ci possono dare informazioni sulla consistenza del sedimento all'epoca della sua deposizione e sul suo livello di energia nell'ambiente deposizionale.